# Rizki Juniansyah
Rizki Juniansyah (Serang, 17 de junio de 2003) es un deportista indonesio que compite en halterofilia.
Participó en los Juegos Olímpicos de París 2024, obteniendo una medalla de oro en la categoría de 73 kg. Ganó dos medallas de plata en el Campeonato Mundial de Halterofilia, en los años 2022 y 2024, ambas en la misma categoría.

## Palmarés internacional
| Juegos Olímpicos   | Juegos Olímpicos  | Juegos Olímpicos | Juegos Olímpicos |
| Año                | Lugar             | Medalla          | Categoría        |
| ------------------ | ----------------- | ---------------- | ---------------- |
| 2024               | París (Francia)   | Medalla de oro   | 73 kg            |
| Campeonato Mundial |                   |                  |                  |
| Año                | Lugar             | Medalla          | Categoría        |
| 2022               | Bogotá (Colombia) | Medalla de plata | 73 kg            |
| 2024               | Manama (Baréin)   | Medalla de plata | 73 kg            |